# Bill Dobbins (Musiker)
William „Bill“ Dobbins (* 25. April 1947 in Akron, Ohio) ist ein US-amerikanischer Pianist, Komponist, Jazzpädagoge und Bigband-Leiter.

## Leben und Wirken
Als (zunächst) klassischer Pianist hat er mit Pierre Boulez, Lukas Foss, und Louis Lane gearbeitet. 1972 war er einer der Preisträger beim Internationalen Gaudeamus-Wettbewerb für Interpreten zeitgenössischer Musik. Seit 1973 lehrte Dobbins an der Eastman School of Music in Rochester (New York) und leitete seit 1989 die dortige Jazz-Abteilung.
Von 1994 bis 2002 war er Leiter der WDR Big Band Köln; er hat mit Clark Terry, Al Cohn, Red Mitchell, Phil Woods, Bill Goodwin, Dave Liebman, Kevin Mahogany, Rolf Römer oder Paquito D’Rivera gearbeitet und ein Trio mit Peter Erskine und John Goldsby gebildet. Außerdem war er seit 1998 Leiter der Jazz-Abteilung der Hochschule für Musik Köln.
Im Juli 2002 ging Dobbins zurück in die Staaten, wo er wieder an der „Eastman School of Music“ unterrichtet. Er ist Leiter der Jazzabteilung für Komposition und Arrangement und dirigiert sowohl das „Eastman Jazz Ensemble“ als auch das „Eastman Studio Orchestra“. Im Sommer 2007 leitete er auch das Bundesjugendjazzorchester. Daneben dirigiert er gelegentlich andere Bigbands wie das Metropole Orkest.
Dobbins Lehrwerke und -videos ebenso wie seine Veröffentlichungen über die Klavierimprovisation, über Komposition und Arrangement sowie Transkriptionen klassischer Jazz-Soli gehören zu den Standardwerken der Jazz-Pädagogik.

## Diskographische Hinweise
- Prism: The WDR Big Band Plays the Music of Bill Dobbins and Peter Erskine (Advance Music, 1998)
- Rolf Römer & Bill Dobbins A Tribute to B.A.C.H. (GLM, 1999)
- Preludes & Predilections Vol. 1-4 (Advance Music, 2002)
- Cologne (Trio mit John Goldsby und Peter Erskine; Fuzzy Music, 2003)
- J. S. Bach: Christmas Oratorio (The King’s Singers, WDR Bigband und Bill Dobbins; signum classics, 2009)

## Schriften
- The contemporary Jazz pianist, Teil 1 bis 4, Charles Colin, 1978 bis 1989
- Jazz Arranging and Composing, Advance Music 1986
- mit Herbie Hancock: Herbie Hancock: classic jazz compositions and piano solos, Advance Music 1992
- A creative approach to Jazz piano harmony, Advance Music 1994
- Composing and Arranging for the Contemporary Big Band, Advance Music, Alfred Music; Pap/Com edition  2015

## Lexikalische Einträge
- Jürgen Wölfer: Jazz in Deutschland. Das Lexikon. Alle Musiker und Plattenfirmen von 1920 bis heute. Hannibal, Höfen 2008, ISBN 978-3-85445-274-4.